# Stadsbacken
Stadsbacken Aktiebolag är ett svenskt förvaltningsbolag som agerar moderbolag för de verksamheter som Sundsvalls kommun har valt att driva i aktiebolagsform. Bolaget ägs helt av kommunen.

## Bolag
Källa: 
- Medelpads Räddningstjänstförbund (77,9%)
- Midlanda Fastigheter AB (84%)
  - Midlanda Flygplats AB (100%)
- Mitthem Aktiebolag (100%)
- Norra Kajen Exploatering AB (100%)
  - Norra Kajen Holding AB (100%)
  - Norra Kajen Utveckling AB (100%)
- Näringslivsbolaget i Sundsvall AB (100%)
- Ostkustbanan 2015 AB (10%)
- Reko Sundsvall AB (100%)
- Scenkonst Västernorrland (40%)
- Sundsvall Energi Aktiebolag (100%)
  - Korsta Oljelager Aktiebolag (75%)
  - Sundsvall Elnät Aktiebolag (100%)
  - Servanet AB (65,9%)
- Sundsvall Logistikpark AB (100%)
  - Grön Logistikpark i Sundsvall AB (100%)
- Sundsvall Oljehamn Aktiebolag (100%)
- Sundsvall Vatten Aktiebolag (100%)
  - Mittsverige Vatten & Avfall AB (76% + 4% som ägs av Reko Sundsvall AB)
- Sundsvalls Hamn AB (85%)
- Sundsvalls kommuns Industrifastighets- utveckling AB Skifu (100%)
- Svenska kommun försäkrings AB (9,4%)
- Torsboda Industrial Park AB (50%)